# Ildefonso Estrada y Zenea
Ildefonso Estrada y Zenea (La Habana, 1826-México, 1912) fue un escritor, periodista y profesor cubano.

## Biografía
Habanero, nació el 23 de enero de 1826. Se instaló en Matanzas para hacerse cargo de la dirección de La Aurora del Yumurí. A él se debieron la formación de la sociedad para el alumbrado de gas, la proposición para crear el Liceo de Matanzas, las clases nocturnas para obreros, las reparticiones de premios a los alumnos de las Escuelas Municipales, el enriquecimiento de la Biblioteca Pública, la fundación de la Escuela de Instrucción Superior y de la Escuela de Niñas N. S. de las Mercedes y el primer bazar celebrado en Matanzas.
Autor de varias obras didácticas, fue catedrático del Instituto de Matanzas. El Liceo de Matanzas premió algunas de sus composiciones poéticas, entre las que se encontraron El guaji, la oda A la Caridad y otra A la muerte de Quintana. También escribió un Diccionario de las niñas y Colón (soliloquio, premiado con pluma de oro en Pinar del Río, en los Juegos Florales de 1892). En México, en donde residió bastante tiempo y ejerció como periodista, escribió numerosos textos, entre los que se habrían destacado el romance histórico-geográfico Yucatán, Chapultepec, Juárez. En Matanzas colaboró en todos los principales periódicos y revistas, y fundó El Periquito, el primer periódico para niños, que siguió publicando en varias localidades de México. Fue socio fundador, honorario o de mérito de todas las asociaciones matanceras y de las principales de la Habana. Entre estas últimas, perteneció a la Sociedad Económica Amigos del País, al Liceo de la Habana, y al Ateneo, del que fue también director. En México las principales sociedades lo acogieron en su seno como socio de honor. En México publicó en 1875 su Guía del mapa enciclopédico, descrito por La Aurora en 1878, y Luisa Sigea, drama histórico estrenado en el Teatro Nacional de México en 1876. Falleció el 2 de diciembre de 1912 en México.